# Pasir Jaya (Siulak)
Pasir Jaya is een bestuurslaag in het regentschap Kerinci van de provincie Jambi, Indonesië. Pasir Jaya telt 729 inwoners (volkstelling 2010).